# Cotarija
Cotarija (nemško Zetterei) je naselje v Občini Žrelec v Okraju Celovec-dežela na Koroškem v Avstriji.